# Cross match
Le cross match est une étude de compatibilité réalisée systématiquement pour prévenir le phénomène de rejet de greffe hyperaïgu.
En pratique, il s'agit de prélever le sérum du receveur et les lymphocytes ainsi que le complément du donneur.
L'intérêt est de rechercher si le patient receveur possède des anticorps spécifiques dirigés contre l'organe du donneur.

Les techniques utilisées sont principalement la cytométrie en flux et la microlymphocytotoxicité.
S'il y a incompatibilité, et qu'il existe le risque de rejet, on procède à une analyse des leucocytes du donneur, car ce rejet est justement dû à une réaction de l'IgM contre l'allo-antigène du groupe sanguin, ceci étant dû à l'allo-anticorps préexistant.
Ces incompatibilités sont à différencier des incompatibilités ABO. Ici ce sont des Ag (Ag HLA) tissulaires et leucocytaires, et non pas érythrocytaires.
Ce rejet hyperaigu est le problème majeur des  xénogreffes (organes d'espèces différentes).